# Prace Instytutu Elektrotechniki
Prace Instytutu Elektrotechniki – wydawnictwo nieperiodyczne, które ukazuje się od 1951 roku. Zawiera oryginalne artykuły, oparte na wykonanych w Instytucie Elektrotechniki badaniach teoretycznych i doświadczalnych, oraz prace habilitacyjne i skrócone prace doktorskie. Na łamach wydawnictwa goszczą również autorzy spoza Instytutu – z kraju i zagranicy.